# セブン＝フォートレス メビウス
セブン＝フォートレス メビウス（Seven=Fortress Mobius）は菊池たけしが製作したヒロイックファンタジーテーブルトークRPG（TRPG）。2008年にエンターブレイン社より書籍版にて発売された。セブン＝フォートレスシリーズの第四弾である。

## 概要
シリーズ第四弾である今作『セブン＝フォートレス メビウス』は、過去シリーズで繰り返し扱われてきた「世界の危機とそれに立ち向かう勇者たち」という救世主物語を今まで以上に表面に押し出したゲームである。
ゲームの舞台となる異世界ラース＝フェリアは、過去シリーズのどこか脳天気だった明るい世界観とは打って変わって、冥界の勢力が世界を掌握し、人類の生存が絶望的になったダークファンタジー風の世界観に様変わりしている。このかつてない危機を救うために、ラース＝フェリア世界の戦士たち、そして異世界の戦士たちが力を合わせて、冥界の軍勢から人類を解放するために立ち向かうという王道ヒロイックファンタジーが今作のテーマとするところである。
『セブン＝フォートレス V3』（以下、V3）のテーマであった、菊池たけしが製作した他の主八界ものゲームとのクロスオーバーの要素はより強く押し出されている。今作では異世界人のプレイヤーキャラクターを作成できるだけでなく、ラース＝フェリア以外の世界もシナリオの舞台として遊べるという方向性が強く押し出されている。
特に『ナイトウィザード』との互換性は「V3｣以上に強く意識されている。「メビウス」では『ナイトウィザード the 2nd Edition』と全く同じルール体系のシステムを使用しているため、『セブン＝フォートレス メビウス』のゲームプレイで『ナイトウィザード the 2nd Edition』のプレイヤーキャラクターをそのまま使用することも可能となっている。
『セブン＝フォートレス Advanced』（以下、Advanced）以降のセブン＝フォートレスシリーズが持っているダンジョンアドベンチャーという要素は今作でも健在である。冥界の瘴気が地上に現出した影響で、色々な場所で時空の歪みが発生したという設定で、どのような場所であってもダンジョンになりうるという設定が用意されている。

## システム
セブン＝フォートレスシリーズに共通する基本的なゲームシステムについては、セブン＝フォートレス#システムの節を参照。ここでは『セブン＝フォートレス メビウス』から追加された部分について解説する。基本的には『ナイトウィザード the 2nd Edition』と同一のルールとなっている。
『セブン＝フォートレス メビウス』では、主八界のうち第一世界ラース＝フェリア以外の第二世界から第七世界出身のキャラクターの作成や、それらの世界を舞台にした冒険もサプリメントを導入することで可能となっている。第八世界ファー・ジ・アースについてはルールが共通している姉妹作『ナイトウィザード the 2nd Edition』で取り扱っている。

### キャラクターメイキング
プレイヤーキャラクターは属性二つとキャラクタークラスを二つ決定することで、その組み合わせでPCの能力値が決定される。
選択する二つのクラスは、一つはキャラクターの戦闘スタイルを表すスタイルクラスの中から選び、もう一つはキャラクターの職業などを表すシーカークラスの中から選ぶ。スタイルクラスは『ナイトウィザード the 2nd Edition』と全く同一のデータである。
各クラスには10個以上の「特殊能力」がリスト化されており、キャラクターが特定レベルに上昇するたびにリストの中から好きな特殊能力を得ることができる。
クラスチェンジのルールも健在である。

### ライフパス
ライフパスは出自表と生活表の二つから構成される。シリーズの伝統である「性格決定表」も健在。奇妙な性格が作られやすいのは変わらないがロールオアチョイスとなっている配慮はある。

### 戦闘ルール
戦闘のルールは『Advanced』以降から続く、スクエア（四角マス）の戦場マップを使ったものとなっている。素早いキャラクターならば戦闘の1ラウンドごとに追加行動が可能になる行動カウントシステムも継承されており、追加行動のためのカウント消費は-10であり、－20であった『V3』よりも攻撃側の爽快感のようなものが増すデザインとなっている。

### 魔法ルール
魔法には、「発動魔法」と「装備魔法」の二種類がある。
「発動魔法」とは戦闘中の特定のタイミングに発動を宣言する必要がある魔法で、今までのセブン＝フォートレスシリーズの魔法とほぼ同じものである。発動魔法は紋章魔法と星界魔法の二系統があり、それぞれが属性に分けられている。魔法の素質を持つプレイヤーキャラクターのみが自分の属性の発動魔法を使用できる。
一方、「装備魔法」とは、武器や防具のように「装備」することができる魔法である。「魔装」とも呼ばれる。「装備魔法」を装備することにより、プレイヤーキャラクターには装備魔法ごとに設定された特別な能力が付与される。素質がないと使用できない発動魔法と異なり装備魔法は属性が一致すれば誰でも装備することができるが、装備量はキャラクターの能力やレベルによって限界が決まっている。

### フォートレスコンストラクション
今作でも『Advanced』以降のシリーズと同じく、5×5のスクエア（四角いマス）が描かれた「タイル」と言われる紙を組み合わせてダンジョンを構築するというルールがあるが、『Ad』のように「作成ポイント」を消費してトラップやクリーチャーを配置していくというルールはなくGMが自由にトラップやクリーチャーを配置する事を前提としている。

## 世界設定
舞台となる幻想世界ラース＝フェリアは世界の危機が無数に転がっており、同じくらい世界を救う勇者たちがゴロゴロいる非常にパワフルなファンタジー世界である。世界観の概略は、セブン＝フォートレス#世界設定および主八界を参照。
ここでは『セブン＝フォートレス メビウス』の舞台となる時代について解説を行う。

### 冥界に沈んだ世界
『セブン＝フォートレス メビウス』は七紋章紀009年を基本的な舞台にする。これは前作『V3』から2年後の世界となっている、
現在のラース＝フェリアはTRPGリプレイ『ラ・アルメイアの幻砦』の結果により、世界そのものが半ば冥界に沈み込んだ状態となっている。天空は闇に覆われ、大地には無数のクリーチャーホール（冥界と人間界をつなぐ穴）が開き、冥魔の軍勢が大量にラース＝フェリアを蹂躙している。自然は壊され、事象は歪み、世界は混沌に包まれた。冥魔たちによりラース＝フェリアの七つの地域は連絡と交通が遮断された中、人間の勢力圏はあっというまに冥魔に奪われ、いまや人類という種そのものの存続が風前の灯火である。
そんな滅び行く世界を救う鍵を見つけ出すことが、今作でのプレイヤーキャラクターたちの目的である。

### 冥魔
冥魔とは、神話の時代に超至高神と呼ばれる造物主に逆らい戦争を起こした108の古代神たちの眷属たちのことである。詳細は主八界の項目を参照。
そのほとんどは冥界や闇界といった世界に封印されていた冥魔たちだが、クリーチャーホールと呼ばれる異界と人間界をつなぐ穴を通じて、たびたび地上世界に侵略を行なってきた。しかし、その侵略のほとんどは今までは人間界の勇者たちに退けられている。だが、世界そのものが冥界に沈み込んだ現在のラース＝フェリアでは歴史上かつてないほどの冥魔の侵攻を受け、数多くの勇者たちがなすすべもなくやられていっている。
現在のラース＝フェリアに攻め込んでいる冥魔たちは冥魔七王と呼ばれる七人の冥魔王たちに率いられている。冥魔七王はそれぞれラース＝フェリアの七地域を支配しており、現地の冥魔たちを使って自分好みの方法で人類勢力を蹂躙している。

### 人類勢力の反攻
冥魔たちに蹂躙される人類勢力であるが、反攻作戦も各地で行われている。フレイス地方はその反攻作戦が成功した場所であり、フレイスを支配していた冥魔王ベーグラーを1人の勇者が倒したことにより、この地域は冥魔の支配から解放された。また、この作戦の途中でフレイスの守護者ジュグラットが復活するという僥倖もあり、現在はジュグラットの力によりフレイス地方は冥界の瘴気や混沌から護られて光を取り戻した状態である。いまだ冥魔軍の残党の襲撃は絶えないものの、フレイス地方だけは正常なラース＝フェリアの姿を取り戻している。このフレイスを拠点に、人類勢力の反攻が開始されようとしている。
ベーグラー討伐とジュグラットの復活は『V3』最後のサプリメントとなったキャンペーンシナリオ集『ラース＝フェリアの嵐』で取り上げられたものであり、『メビウス』における世界情勢は『ラース＝フェリアの嵐』がクリアされた事を前提としている。

### 反撃の時代の探索者たち
人類勢力が冥魔に対して反攻を目論むこの時代においても、プレイヤーキャラクターは前作までと同じく「探索者」といわれる冒険者が基本的な立場となる。今作では探索者は人類勢力の冥魔への反攻の鍵として期待されている希望の象徴である。
冥魔の砦の破壊や、連絡の途絶えたほかの地域への斥候など、この時代の探索者が担う役目は枚挙にいとまない。しかし、もっとも期待されている探索者の使命は「宝珠の探索」である。
宝珠とは十六王紀（セブン＝フォートレスRPGの時代）まで存在していた古代のアーティファクトで七つ存在していた。これは天上界と地上界とをつなぐ門のようなものであり、かつてはこのアーティファクトによってもたらされた天上界の力が冥界や闇界からの侵略を抑えていたのである。失われたこの七宝珠を再び見つけ出すことが、冥魔の軍勢からラース＝フェリアを救う有力な方法として期待されている。

### 第二次古代神戦争
『V3』の時代で勃発していた異世界間戦争「ラース戦役」は、ラース＝フェリアが冥界に堕ちたことで事実上の休戦状態になっている。そして、「ラース戦役」の結果で冥界の封印から解放された冥魔たちは、ラース＝フェリア以外の世界にも侵略を開始した。いまや、主八界に属する全ての世界は、多かれ少なかれ冥魔侵攻による被害にさらされている状況である。
多数の世界で同時多発的に起こった冥魔との戦いは、神話時代の古代神戦争の再来ということで「第二次古代神戦争」と呼ばれている。
冥魔と戦う戦士たちの中には、自分の故郷を守るだけでなく、多次元宇宙の危機に際して複数の世界をまたにかけて冥魔と闘っている戦士たちもいる。「ラース戦役」の終結後にラース＝フェリアにとり残された異世界軍の者たちの中にも、戦争が古代神の陰謀だったことを知りラース＝フェリアの解放のために戦っている者もいる。

## キャラクタークラス一覧

### スタイルクラス
キャラクターの戦闘スタイルを表すクラス。以下から必ず一つ習得しなくてはならない。
- アタッカー - プレイヤーキャラクターが物理攻撃を得意とすることを表す
- ディフェンダー - プレイヤーキャラクターが敵の攻撃から自分や仲間を護ることを得意とすることを表す
- キャスター - プレイヤーキャラクターが魔法による戦闘を得意とすることを表す
- ヒーラー - プレイヤーキャラクターが回復と支援を得意とすることを表す

### シーカークラス
キャラクターの職業や背景を表すクラス。以下から必ず一つ習得しなくてはならない。シーカークラスはクラスチェンジ（転職）が可能である。

#### ラース＝フェリア出身キャラクター
- アーチャー - 射手。弓の扱いにより長けた戦士。
- ウォーリア - 戦士。武器の扱いに長けた戦士。平均的な能力を持つ
- エクスプローラー - 探索士。ダンジョン内の罠に発見と解除を得意とする。それなりの攻撃魔法と高い回避能力も持つ。
- エクセレントウォーリア - 勇者。プラーナを用いる戦い方が得意。
- グラップラー - 格闘士。素手攻撃に長けた格闘家
- サモナー - 召喚師。
- ソーサラー - 紋章使い。「紋章魔法」の使い手
- ディヴァインウォーリア - 神聖戦士。神や守護者の加護を受けた戦士。
- バード - 吟遊詩人。力ある歌と曲を使いこなす
- フェイ - 精霊族。ラース＝フェリアに生息する人間以外の知的種族。
- フォーチューンテラー - 占術師。運命干渉の力を持つ。
- プリースト - 神官。防御系魔法に長ける。
- プリーストウォーリア - 神官戦士。防御魔法と物理戦闘をどちらもある程度こなす
- ヘヴィウォーリア - 重戦士。防御能力が高い。
- メイジウォーリア - 魔法戦士。攻撃魔法と物理戦闘をどちらもある程度こなす
- メイジ - 魔法使。攻撃系魔法に長ける。
- ライトウォーリア - 軽戦士。回避能力が高い。
- レリックユーザー - 遺産使い。古代文明の兵器を使用できる。
- イリュージョニスト - 幻影魔装使。幻影の武器を実体化させることができる魔術師たち。（Advancedのイリュージョニストとは別の存在）
- ソードマスター - 剣匠。防御力では他の戦士系クラスに劣るが、剣技による攻撃性に特化したクラス
- ドルイド - 森僧。自然の加護をもち動物たちを味方にする
- ナイト - 騎士。圧倒的な防御能力を持つ。
- セーラーウォリアー - 聖海守護戦士。「海護鎧」を身にまとい、水や海を利用して戦う。
- サイレントウォーリアー - 隠密戦士。奇襲、霍乱、諜報、暗殺を得意とする。
- バーニングナイト - 灼熱騎士。プラーナ操作能力に優れ、命の炎を燃やして戦う。旧版のバーニングシステムに似た特技を使用することができる。
- ぷち - 未成熟ながらその才能の断片を見せる恐るべき子供たち。

#### エル＝ネイシア出身キャラクター
- エターナル★プリンセス - エル＝ネイシアの勇者。無数の下僕を率いて前線に立って戦う。
- サラマンダー - 〈火〉属性のプリンセス★モンスター。人間大のトカゲのような外観
- シャドウウォーリア - 七姫戦争期のアンゼロット側のエリート戦士。力ではなく技で戦う魔法戦士。
- トータス - 〈水〉属性のプリンセス★モンスター。愛らしい亀の姿をしている。
- トレント - 〈木〉属性のプリンセス★モンスター。顔のある巨大な切り株の姿をしている。
- 光の精霊 - 七姫戦争期のイクスィムが生み出したプリンセス★モンスター。子猫サイズの体格にウーパールーパーのような愛くるしい姿と発光能力を持つ。
- マッドマン - 〈土〉属性のプリンセス★モンスター。間抜け顔の泥人形のような顔をしている。
- メタルゴーレム - 〈金〉属性のプリンセス★モンスター。様々な金属を素材にした人形のような姿で、その外観はハニワにも似ている。
- 闇の精霊 - 七姫戦争期のアンゼロットが生み出したプリンセス★モンスター。黒い体色に意地悪そうな吊り目、尖った爪や尻尾と悪役的な外見だが、性格はいたって温厚。
- ルーンナイト - 七姫戦争期のイクスィム側のエリート戦士。主人とみなした相手に忠誠を尽くし、命を懸けて守護する騎士。

#### エルフレア出身キャラクター
- エンジェル - 人造天使。量産型の人造天使であり、飛行能力を持つ天翔ける黒翼の戦士。
- A-K ライダー - ヴァルキュリオス帝国が開発したパワードスーツ「対天使人形決戦兵器<Angel Knight>」のパイロット。
- エルフ - 森の精霊族。自然とともにくらす、精霊界の影響を強く受けている種族。種族クラス。
- クレリック - 宗教国家テラ共和国の異端粛清部隊の一員。
- コマンダー - 指揮官。統率された軍隊を指揮する戦闘の司令塔。
- ドラゴンテイマー - 訓練された竜を手足のように使役し、あるいは騎乗して戦場を駆ける竜使い。
- マイスター - 科学と魔法を混合させた独自理論で四大属性を操るエリート魔術師。

#### エルスゴーラ出身キャラクター
- 鋼騎士 - 魔導力によって動く巨大ロボット「鋼騎」のパイロット。このクラスはさらに以下の六つの下位カテゴリに分かれる。
  - 鋼騎剣士 - 剣や槍などによる白兵戦を鋼騎で行うことを専門とする鋼騎士。
  - 鋼騎衛士 - 敵騎の攻撃を食い止めて仲間の鋼騎を守ることに長けた鋼騎士。
  - 鋼騎銃士 - 銃器や火砲といった射撃兵器の扱いに長けた鋼騎士。
  - 鋼騎魔士 - 魔術兵装や魔法の扱いに長けた鋼騎士。
  - 鋼騎将士 - 部隊の小隊長など、他の鋼騎たちを指揮する才能に長けた鋼騎士。
  - カーリィ - パイリダェーザ帝国が生んだ機械種族。人間にはないその超演算能力によって誘導兵器を扱うことができる

#### エルクラム出身キャラクター
- 精霊使い - 精霊と契約を行い様々な力を発揮する存在。このクラスはさらに以下の五つの下位カテゴリに分かれる。
  - 精霊船 - 精霊界を渡る巨大な船舶、精霊船の精霊。
  - 精霊剣士 - 精霊を武器に宿して戦いを行う剣士。
  - 精霊装士 - 精霊を鎧として身に纏い戦いを行う戦士。
  - 精霊術士 - 精霊の力で魔法を行使する術士。
  - 精霊軍師 - 精霊船を用いた戦略戦術を駆使する軍師。

#### エルキュリア出身キャラクター
- ニューブリード -　エルキュリアの自然環境に適応した超能力者。このクラスはさらに以下の六つの下位カテゴリに分かれる。
  - 肉体変化系　-　自らの肉体を変形・変質させて戦うニューブリード。
  - 属性操作系　-　属性のエネルギーを応用・強化させて戦うニューブリード。
  - 物質操作系　-　物質を変形させ、さらにその構造を理解・応用させるニューブリード。
  - 精神操作系　-　自身の精神をコントロールしたり念動力を操るニューブリード。
  - 超兵器適応系　-　カニアーマー、エビアーマーなど古代文明の生体鎧を操れるニューブリード。
  - 空間支配系　-　周囲の空間を支配し、その中を自由に書き換えるニューブリード。
- ニンフ　-　水神と交信し、船を自在に操る導き手となるクラス。

#### ラスティアーン出身キャラクター
- ドラグーン -　第七世界ラスティアーンに封じられている伝説の聖竜騎士の力を受け継ぐ戦士。このクラスはさらに以下の四つの下位カテゴリに分かれる。
  - 竜騎士　-　騎竜と呼ばれる竜型の戦闘生物の背に乗って戦う戦士。
  - 化竜戦士　-　竜の力をその身に宿し、自らの肉体を竜の姿と化して戦う戦士。
  - 竜拳士　-　竜を模した動作やオーラによって超人的な力を発揮することのできる拳法の使い手。
  - 召竜士　-　世界を統べる竜の力を、魔力によって竜そのものの形として召喚することができる魔術の使い手。
- 領域魔術師　-　世界の構成要素である8つの「領域」から魔力を引き出す「領域魔法」の使い手。このクラスはさらに以下の八つの下位カテゴリに分かれる。
  - ネクロマンサー - 死体や霊魂を媒介として用いる領域魔術師。　
  - 媒介術士　-　カードや宝石などの物質にあらかじめ魔力を込めておくことで詠唱時間を短縮する技能を持った領域魔術師。
  - 八神魔法士　-　今では主八界から失われた魔法体系である「八神魔法」を使用する領域魔術師。
  - マギフェンサー　-　武器が持つ属性の力を引き出して戦う力を持つ魔剣士。
  - 魔芸使い　-　歌曲や舞踏、詩文といった芸術を奇跡の域まで高めることにより神秘の力を行使する領域魔術師。
  - 魔紋刻み　-　魔法を刻印や紋様の形で肉体に刻み込み、自在にその力を行使する領域魔術師。
  - 夢詠み　-　精神と肉体を分離し、精神体となって領域をさかのぼる力を持つ領域魔術師。
  - ルーンキーパー　-　その身に宿した魔装から魔力光を実体化させて周囲にまとい、自己強化や魔力の増幅を行うことのできる領域魔術師。

## 作品一覧
括弧内は 出版年 / 出版社 / 形態 / 内容 の順番。

### 基本ルールブック
セブン＝フォートレス メビウス
（2008年 / エンターブレイン / 書籍版 / 基本ルールブック）　ISBN 978-4-7577-4143-0

### サプリメント

#### ワールドガイド
主八界の各世界ごとの設定資料集。地理、歴史、現在の勢力分布などを紹介するワールドガイドで、同世界出身のキャラクターのための追加データも掲載している。
ラース＝フェリア
（2008年 / エンターブレイン / 書籍版 / ソースブック）　ISBN 978-4-7577-4171-3
第一世界ラース＝フェリアの設定資料集。
エル＝ネイシア
（2008年 / エンターブレイン / 書籍版 / ソースブック）　ISBN 978-4-7577-4299-4
第三世界エル＝ネイシアの設定資料集。
エルフレア
（2008年 / エンターブレイン / 書籍版 / ソースブック）　ISBN 978-4-7577-4389-2
第五世界エルフレアの設定資料集。
エルスゴーラ
（2008年 / エンターブレイン / 書籍版 / ソースブック）　ISBN 978-4-7577-4623-7
第二世界エルスゴーラの設定資料集。
エルクラム
（2009年 / エンターブレイン / 書籍版 / ソースブック）　ISBN 978-4-7577-4948-1
第四世界エルクラムの設定資料集。
エルキュリア
（2009年 / エンターブレイン / 書籍版 / ソースブック）　ISBN 978-4-04-726237-9
第六世界エルキュリアの設定資料集。
ラスティアーン
（2010年 / エンターブレイン / 書籍版 / ソースブック）　ISBN 978-4-04-726567-7
第七世界ラスティアーンの設定資料集。
ナイトウィザード The 2nd Edition ソースブック ファー・ジ・アース
（2010年 / エンターブレイン / 書籍版 / ソースブック）　ISBN 978-4-04-726718-3
第八世界ファー・ジ・アースの設定資料集。
本来は『ナイトウィザード The 2nd Edition』のソースブックだが、『セブン＝フォートレス メビウス』のソースブックとしても使用可能。
クロスワールド
（2011年 / エンターブレイン / 書籍版 / ソースブック）　ISBN 978-4-04-726936-1
『エルスゴーラ』『エルクラム』『エルキュリア』の追加設定資料集。リプレイ「出撃! 試作精霊船アウストリア」を収録。
ヘブンズゲート
（2011年 / エンターブレイン / 書籍版 / ソースブック）　ISBN 978-4-04-727411-2
『エル＝ネイシア』『エルフレア』『ラスティアーン』の追加設定資料集。3本のシナリオとシナリオプロットで構成されたキャンペーンシナリオ「ヘブンズゲート」を収録。

#### 上級データブック
セブン＝フォートレス メビウス 上級データブック
（2009年 / エンターブレイン / 書籍版 / 上級データブック）　ISBN 978-4-7577-5078-4
高レベルキャラクター用データを含む各種追加データがラース＝フェリアのものを中心に収録されている。また、先行するソースブック・リプレイ・シナリオ集の内容を反映したラース＝フェリアおよび主八界の現状が紹介されている。

#### シナリオ集
オペレーション・オーバーロード
（2008年 / ゲーム・フィールド / 書籍版 / シナリオ集）　ISBN 9784862240347
ラース＝フェリアの各地方を舞台にした七本のシナリオを掲載。それぞれのシナリオは単体で遊ぶことも、連続したキャンペーンシナリオとして遊ぶことも、どちらでも可能。

### リプレイ
シェローティアの空砦 (1) 惨劇の冥魔王
（2009年 / エンターブレイン / ファミ通文庫）　ISBN 978-4-7577-5046-3
シェローティアの空砦 (2) 天より来たる破滅
（2010年 / エンターブレイン / ファミ通文庫）　ISBN 978-4-04-726400-7
シェローティアの空砦 (3) 死線に踊る道化者
（2011年 / エンターブレイン / ファミ通文庫）　ISBN 978-4-04-727139-5
シェローティアの空砦 (4) 七宝殊、覚醒
（2012年 / エンターブレイン / ファミ通文庫）  ISBN 978-4-04-727931-5
シェローティアの空砦 (5) The End of Time
（2013年 / エンターブレイン / ファミ通文庫）  ISBN 978-4-04-728920-8